# Красноармійський район (Чувашія)
Кра́сноармі́йський район (рос. Красноармейский район, чув. Красноармейски районӗ) — адміністративна одиниця Чуваської Республіки Російської Федерації.
Адміністративний центр — село Красноармійське.

## Географія
Район розташований на півночі Чуваської Республіки. Межує на півночі з Чебоксарським, на північному сході з Цівільським, на півдні з Канаський і Вурнарським, на заході з Аліковським і Моргауським районами. За розмірами території є найменшим районом: його площа 456,39 км², з півночі на південь витягнуть на 29 км, із заходу на схід — на 28 км.

## Історія
Район утворений 9 січня 1935 року як Траківський з центром в селі Передні Траки, 1940 року село було перейменовано в Красноармійське, район отримав сучасну назву.

## Населення
Населення району становить 13849 осіб (2019, 16036 у 2010, 17940 у 2002).

## Адміністративно-територіальний поділ
На території району 1 міське та 16 сільських поселення:
| Поселення                              | Площа, км² | Населення, осіб (2002) | Населення, осіб (2010) | Населення, осіб (2019) | Центр           | Населені пункти |
| -------------------------------------- | ---------- | ---------------------- | ---------------------- | ---------------------- | --------------- | --------------- |
| Алманчинське сільське поселення        | 64,77      | 2031                   | 1613                   | 1256                   | Алманчино       | 8               |
| Великошатьминське сільське поселення   | 60,95      | 1551                   | 1385                   | 1086                   | Велика Шатьма   | 13              |
| Ісаковське сільське поселення          | 56,60      | 1728                   | 1468                   | 1234                   | Ісаково         | 10              |
| Караєвське сільське поселення          | 28,57      | 1082                   | 873                    | 675                    | Караєво         | 5               |
| Красноармійське сільське поселення     | 72,70      | 6190                   | 5915                   | 5659                   | Красноармійське | 14              |
| Пікшицьке сільське поселення           | 33,74      | 1054                   | 959                    | 773                    | Пікшики         | 12              |
| Убеєвське сільське поселення           | 48,69      | 1760                   | 1668                   | 1443                   | Убеєво          | 8               |
| Чадукасинське сільське поселення       | 33,29      | 976                    | 841                    | 697                    | Чадукаси        | 8               |
| Яншихово-Челлинське сільське поселення | 57,09      | 1568                   | 1314                   | 1026                   | Яншихово-Челли  | 11              |

## Найбільші населені пункти
Населені пункти з чисельністю населення понад 1000 осіб:
| № | Населений пункт | Населення, осіб (2002) | Населення, осіб (2010) |
| - | --------------- | ---------------------- | ---------------------- |
| 1 | Красноармійське | 4 337                  | 4 271                  |

## Економіка
Красноармійський район сільськогосподарський, спеціалізується на вирощуванні зернових, овочів, картоплі, хмелю і в м'ясо-молочному тваринництві. Розвинуте свинарство, вівчарство, бджільництво. В цілому район виробляє 3,9 % валової сільгосппродукції Чуваської Республіки. Промисловість носить обслуговуючий сільське господарство характер і представлена молочним заводом, виробництвом хлібобулочних виробів, комбікормів. Ведеться ремонт сільгосптехніки, столярно-теслярські та деревообробні роботи, виробляється цегла.